# Gracilineustes
Genre
Espèces de rang inférieur
- † G. leedsi (Andrews[2], 1913), Espèce type
- † G. acutus Lennier[3], 1887

Gracilineustes est un genre éteint de crocodyliformes métriorhynchidés carnivores, à long rostre, presque exclusivement marins.
Il a vécu au Jurassique moyen et supérieur, du Callovien au Kimméridgien, soit il y a environ entre 166 et 152 Ma (millions d'années), dans ce qui est aujourd'hui l'Europe de l'ouest. Ses fossiles ont été découverts en Angleterre et en France,,.

## Description

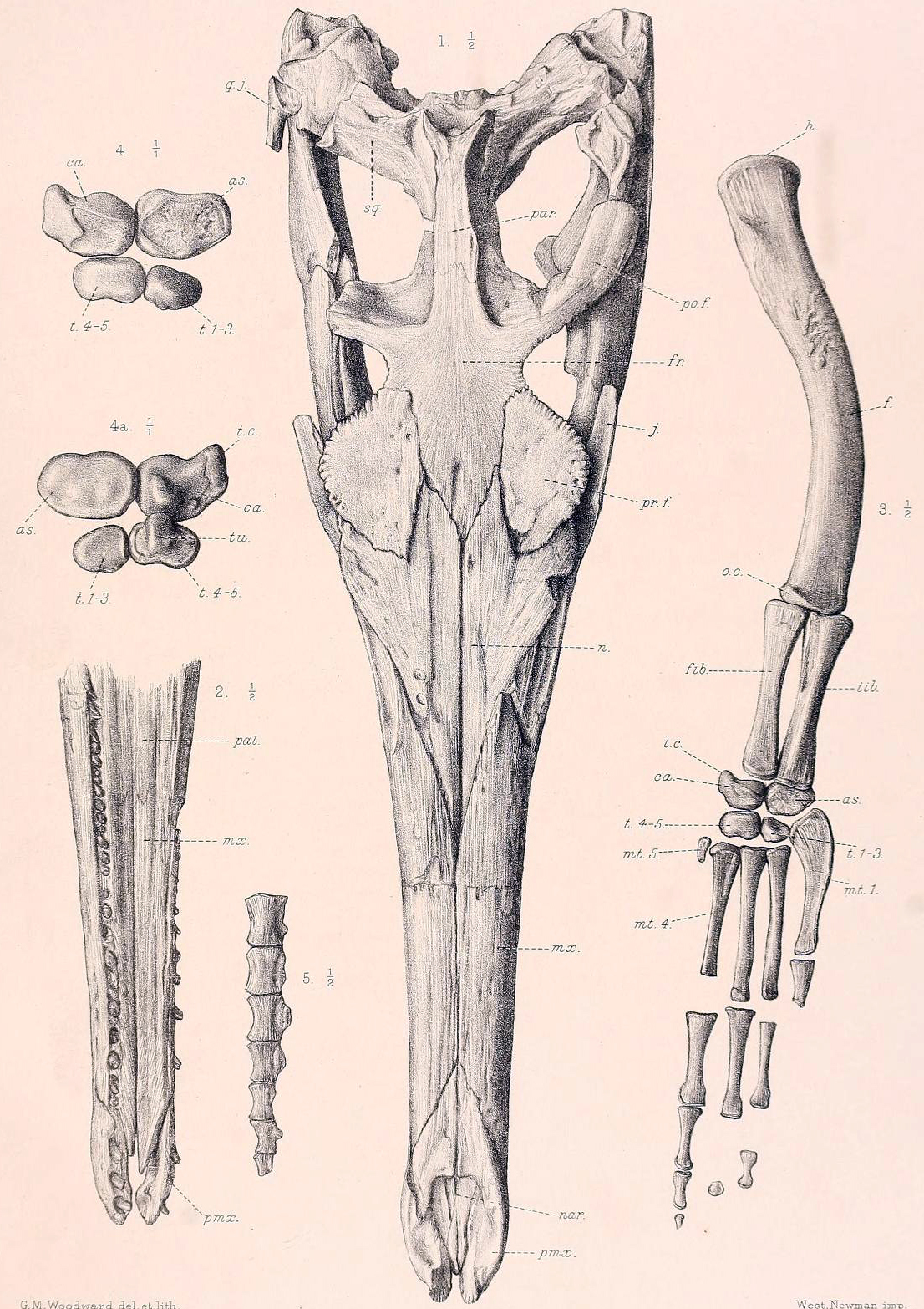
Dessin du crâne et des membres de G. leedsi.

Son long rostre porte de très nombreuses dents, plus de 30 par os maxillaire et de 18 à 20 par os dentaire (sur la mandibule), séparées par des diastèmes très réduits. Cette caractéristique se retrouve chez le genre Metriorhynchus dont il est très proche.

## Liste des espèces
- † G. leedsi (espèce type), découverte dans le Callovien moyen d'Angleterre, près de Peterborough dans le Cambridgeshire, et décrite par Charles William Andrews en 1913[2]. Metriorhynchus laeve, M. laevis et M. loeve en sont des synonymes juniors.
- † G. acutus, découverte dans le Kimméridgien de France, au cap de la Hève à Sainte-Adresse dans le département de la Seine-Maritime, et décrite par Gustave Lennier en 1887[3].

## Classification

### Cladogramme
Le cladogramme suivant est issu de l'analyse phylogénétique de Mark T. Young et ses collègues 2012 :
|                | Gracilineustes                                                |
|                |                                                               |
| Rhacheosaurini | \| \| Rhacheosaurus \| \| \| \| \| \| Cricosaurus \| \| \| \| |
|                | \| \| Rhacheosaurus \| \| \| \| \| \| Cricosaurus \| \| \| \| |
|                | Rhacheosaurus                                                 |
|                |                                                               |
|                | Cricosaurus                                                   |
|                |                                                               |

|  | Rhacheosaurus |
|  |               |
|  | Cricosaurus   |
|  |               |

|                | Gracilineustes                                                |
|                |                                                               |
| Rhacheosaurini | \| \| Rhacheosaurus \| \| \| \| \| \| Cricosaurus \| \| \| \| |
|                | \| \| Rhacheosaurus \| \| \| \| \| \| Cricosaurus \| \| \| \| |
|                | Rhacheosaurus                                                 |
|                |                                                               |
|                | Cricosaurus                                                   |
|                |                                                               |

|  | Rhacheosaurus |
|  |               |
|  | Cricosaurus   |
|  |               |